# Rudolf Weber (Heimatforscher)
Rudolf Weber (* 13. Juli 1893 in Hilbersdorf; † 12. Juni 1983 in Augsburg) war ein deutscher Lehrer, Heimatforscher und Ortschronist sowie Wegemeister des Kreises Karl-Marx-Stadt-Land. Als Vorsitzender des Bezirkslehrerausschusses war er in der Weimarer Republik für die Beratung und Mitwirkung bei der Regelung allgemeiner Angelegenheiten der Schulverwaltung im Regierungsbezirk Chemnitz zuständig.

## Leben
Rudolf Weber wurde in Hilbersdorf bei Freiberg geboren, wo er auch die Volksschule besuchte. Nach der Beendigung der Realschule und des Lehrerseminars in Stollberg/Erzgeb. wurde Rudolf Weber Lehrer in Siebenbrunn (bei Markneukirchen) im sächsischen Vogtland. 1919 wurde er nach Limbach/Sa. (ab 1950: Limbach-Oberfrohna) versetzt. Nach zwischenzeitlicher Lehrertätigkeit in Mühlau kehrte er 1955 nach Limbach-Oberfrohna zurück, wo er bis zum Erreichen der Ruhestandes 1958 als Lehrer tätig war.
Bereits als Jugendlicher interessierte sich Rudolf Weber besonders für Heimatkunde. Von 1924 bis 1930 vertrat er die Lehrerschaft im Schulausschuss. Von 1925 bis 1928 war Rudolf Weber Vorsitzender des Bezirkslehrerausschusses Chemnitz. Als solcher war er maßgeblich für die Beratung und Mitwirkung bei der Regelung allgemeiner Angelegenheiten der Schulverwaltung im Regierungsbezirk Chemnitz zuständig.
Außerdem war er auch als Kreiswegemeister im Kreis Karl-Marx-Stadt-Land tätig. Er leistete 4.900 ehrenamtliche Aufbaustunden für das Nationale Aufbauwerk.
Hochbetagt im Rentenalter siedelte Rudolf Weber aus der Deutschen Demokratischen Republik in die Bundesrepublik Deutschland über, wo er 1983 kurz vor seinem 90. Geburtstag in Augsburg starb.

## Werke
1930 erschien sein erster heimatgeschichtlicher Aufsatz, den bis zu seinem Lebensende zahlreiche weitere folgen sollten. Er schrieb unter anderem für die Sächsischen Heimatblätter, den Kulturspiegel von Karl-Marx-Stadt „Kultur und Heimat“, den Kulturspiegel für den Kreis Annaberg Kultur und Heimat in Annaberg-Buchholz, den Kulturboten für den Musikwinkel in Klingenthal, in Der Heimatfreund für den Kreis Stollberg und in Der Heimatfreund für das Erzgebirge. Dazu kommen unzählige Beiträge in der Tagespresse für den Kreis Karl-Marx-Stadt-Land. Als Heimatforscher arbeitete er beispielsweise mit Horst Strohbach zusammen.
Im Vorfeld der Publikation des 1963 erschienenen Bandes der Beiträge zur Geschichte der deutschen Arbeiterbewegung leitete Rudolf Weber dem Institut für Marxismus-Leninismus beim ZK der SED in Berlin wichtiges Material zu, das daraufhin als Quelle benutzt worden ist.
Die in Druck erschienene Festschrift 100 Jahre Krankenhaus Limbach-Oberfrohna 1870–1970 wurde von ihm gemeinsam mit Arno Petzold und Oberarzt Gerhard Wiegand erarbeitet.
Die 1996 erschienene Veröffentlichung 650 Jahre Stadtkirche Limbach/Sa. basiert unter anderem auf den chronikalischen Aufzeichnungen von Rudolf Weber.
Sein wichtigstes Verdienst ist die 23-bändige Ortschronik der Stadt Limbach-Oberfrohna. Zuvor hatte er 1958 bereits die Festschrift Heimatfest Limbach-Oberfrohna herausgegeben und später die Grundstückchronik (= Häuserbuch) seiner Heimatstadt Limbach-Oberfrohna verfasst.

## Aufsätze (Auswahl)
- Franz Wiedemann, ein bedeutender Lehrer und Schriftsteller aus Wittgensdorf. In: Kultur und Heimat, Karl-Marx-Stadt, 1955, Nr. 4, S. 3–4
- Prof. Gustav Willkomm. Leiter der ersten Wirkschule der Welt und Begründer der Wirkereitechnologie. In: Kultur und Heimat, Karl-Marx-Stadt, 1957, S. 103–104
- Ein Riß von Limbach und Umgebung aus dem Jahre 1628. In: Kultur und Heimat, Karl-Marx-Stadt, 1957, S. 135–137
- Der Crottendorfer Marmorbruch im Wandel der Zeiten. In: Kultur und Heimat, Annaberg-Buchholz, 4, 1957, Nr. 2, S. 17–20
- Zur 100jährigen Wiederkehr von Johannes Paches Geburtstag. In: Kultur und Heimat, Karl-Marx-Stadt, 1958, Nr. 1, S. 8–9
- Die räumliche Entwicklung von Limbach-Oberfrohna. In: Heimatfest Limbach-Oberfrohna 1958, Limbach-Oberfrohna, 1958, S. 13–19
- Der Rabensteiner Wald vor 300 Jahren, noch ein Riß vom Jahre 1621. In: Kultur und Heimat, Karl-Marx-Stadt, 1960, Nr. 1, S. 4–7
- Kreisdenkmalpfleger Karl Fritzsching 70 Jahre alt. In: Kultur und Heimat, Karl-Marx-Stadt, 1961, S. 75–76
- August Bebel gegen ein reaktionäres sächsisches Wahlrecht am 1. Oktober 1895 im Johannesbad in Limbach. In: Kultur und Heimat, Karl-Marx-Stadt, 1961, S. 72
- Limbacher Arbeiter kämpften bereits in den Jahren 1873 und 1875 für den Frieden. August Bebel zum 1. Male in Limbach. In: Kultur und Heimat, Karl-Marx-Stadt, 1961, S. 31–32
- Das Limbacher Vokalquartett, ein Höhepunkt musikalischen Lebens vor 60 Jahre. In: Kultur und Heimat, Karl-Marx-Stadt, 1961, S. 94–95
- Aus den Anfängen der Turnbewegung in Limbach/Oberfrohna. In: Kultur und Heimat, Karl-Marx-Stadt, 1961, S. 117–118
- Ortsnamengleichheit zwischen Siedlungen unserer Heimat und des oberen Vogtlandes. In: Kulturbote für den Musikwinkel, Klingenthal, 8, 1961, Nr. 2, S. 14–16
- Wie Limbach während der letzten 50 Jahre in seiner Entwicklung gehemmt wurde. In: Kultur und Heimat, Karl-Marx-Stadt, 1962, S. 219–222
- Aus der Geschichte der Limbacher Konsumgenossenschaft. In: Kultur und Heimat, Karl-Marx-Stadt, 1962, S. 260–261
- Beginnende Opposition gegen die SPD-Führung im ersten Weltkrieg in Limbach. In: Kultur und Heimat, Karl-Marx-Stadt,  1963, S. 29–30
- Johann August Geisler, der Chronist von Ursprung und Limbach. Ein Lehrerschicksal aus dem vorigen Jahrhundert. In: Kultur und Heimat, Karl-Marx-Stadt, 1963, S. 72
- Johann August Geisler, der Chronist von Ursprung und Limbach. Ein Lehrerschicksal aus dem vorigen Jahrhundert. In: Der Heimatfreund für den Kreis Stollberg, Stollberg/Erzgeb., 1963, Nr. 2, S. 31–33
- Limbach-Oberfrohna, ein Städtebild. In: Der Heimatfreund für den Kreis Stollberg, 10, 1965, S. 141–145
- Ausschreitungen der Reichswehr im Jahre 1923. Die „Hölle von Limbach“. In: Der Heimatfreund für den Kreis Stollberg, Stollberg/Erzgeb., 10, 1965, S. 145–150
- Der Heimatforscher Horst Strohbach 80 Jahre alt. In: Der Heimatfreund für das Erzgebirge, Stollberg/Erzgeb., 11, 1966, S. 185–186
- Ortsnamengleichheit zwischen Siedlungen in der Pflege südwestlich von Karl-Marx-Stadt und im oberen Vogtland. In: Sächsische Heimatblätter, 12, 1966, S. 553–555
- Arbeiter überwinden Grenzen engstirniger Kleinstaaterei. Ein Kapitel aus der Rußdorfer Arbeiterbewegg 1888–1914. In: Der Heimatfreund für das Erzgebirge, Stollberg/Erzgeb., 13, 1968, S. 88–90
- Wie klassenbewußte Arbeiter gegen die verräterische Politik der rechten SPD-Führer im 1. Weltkrieg auftraten. In: Der Heimatfreund für das Erzgebirge, Stollberg/Erzgeb., 13, 1968, Nr. 11, S. 213–214
- Aus der Geschichte des Arbeiter-Esperanto-Bundes in unserer Heimat. In: Der Heimatfreund für das Erzgebirge, Stollberg/Erzgeb., 14, 1969, S. 101–102
- Limbach in den Revolutionsjahren 1848/49. In: Der Heimatfreund für das Erzgebirge, Stollberg/Erzgeb., 17, 1972, Nr. 9, S. 208–212

## Ehrungen
- Aufbaunadel in Gold (sechsmal)
- Medaille für ausgezeichnete Leistungen
- Ehrennadel für heimatkundliche Leistungen in Silber

## Namensgleichheit in Sachsen
Durch gleiche Vor- und Familiennamen kommt es immer wieder zur Verwechslung mit dem vom Ende der 1940er bis in die 1970er Jahre im Raum Dresden (Klotzsche, Weixdorf, Tharandt) aktiven Heimatforscher Rudolf Weber. Im Erzgebirge hingegen kann es mit dem in Annaberg-Buchholz tätigen Maler und Grafiker Rudolf Weber (1889 – 1972) zu Verwechslungen kommen. Ferner gibt es in der Stadt Lößnitz (Erzgebirge) eine Rudolf-Weber-Straße, die nach dem Zweiten Bürgermeister Rudolf Weber benannt ist, der am 20. April 1945 von der Waffen-SS erschossen wurde, weil er die Stadt Lößnitz kampflos den Amerikanern übergeben wollte.